# 알란노
알란노(이탈리아어: Alanno)는 이탈리아 아브루초주 페스카라도에 위치한 코무네다.
알란노에 대한 첫 역사는 랑고바르드인들이 지배했던 시절 이후이며, 그 이후로는 에토레 피에라모스카의 후계자의 지배하에 놓였다.
알란노의 가장 유명한 랜드마크는 1485년에 지어진 르네상스풍의 산타 마리아 델레 그라치에(Santa Maria delle Grazie) 성당이다.

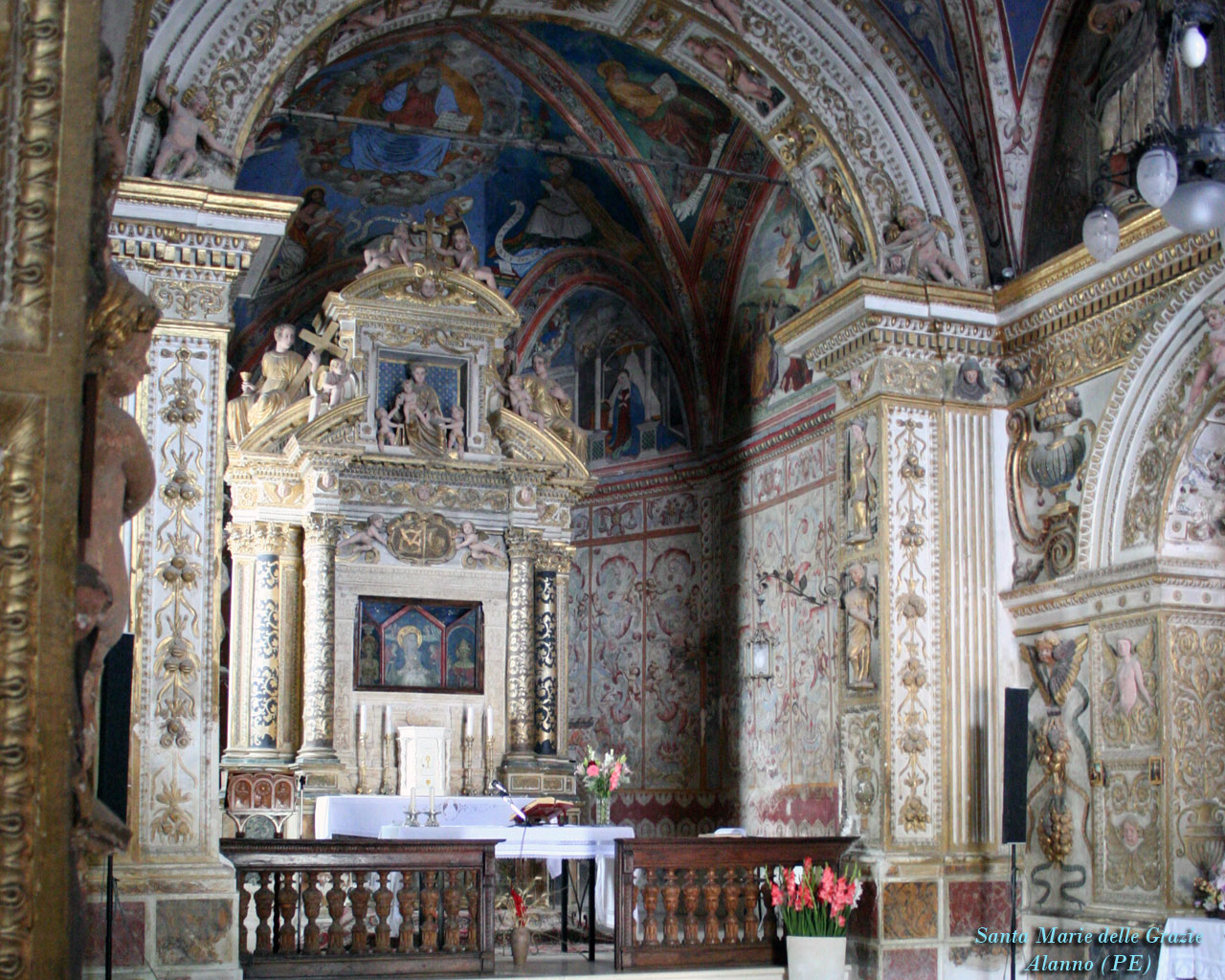
산타 마리아 델레 그라치에 성당의 내부